# Gunnar von Heijne
Nils Gunnar Hansson von Heijne, född 10 juni 1951 i Göteborg, är en svensk kemist.
Gunnar von Heijne tog 1975 civilingenjörsexamen vid Kungliga Tekniska högskolan (KTH) med inriktning på kemi. Han påbörjade därefter forskarutbildning i teoretisk fysik vid KTH, i en forskargrupp inriktad på statistisk mekanik och teoretisk biofysik, och disputerade där 1980. 1983 blev han docent i teoretisk biofysik vid KTH, där han blev kvar till 1988. 1982-1985 var han verksam som vetenskapsreporter vid Sveriges Radio. Åren 1989-1994 var han verksam vid Karolinska Institutet, och 1994 blev han professor i teoretisk kemi vid Stockholms universitet (SU).
von Heijnes forskning har framför allt gällt membranproteiner, de proteiner i cellmembranet som bland annat står för transport och signalering genom membranet. Han är chef för Center for Biomembrane Research vid SU. Han är en av Sveriges mest citerade forskare inom området biokemi och molekylärbiologi.
von Heijne är ledamot av Kungliga Vetenskapsakademien sedan 1997, av Kungliga Ingenjörsvetenskapsakademien sedan 2000 och var 2001–2009 ledamot av samt 2007–2009 ordförande i Nobelkommittén för kemi. Han promoverades 2008 till hedersdoktor vid Åbo Akademi.